# 대중부 불교
대중부 불교(大衆部佛敎, 영어: buddhism of the Great Sangha) 또는 마하상기카(Mahāsāṃghika)는 인도에서 성립된, 부파불교 시대의 종파이다. 대승불교 탄생의 기반이 되었다.
상좌부가 보수파 장로(長老)들에 의해 형성된 데 대하여, 대중부(大衆部)는 진보파의 혁신적인 사람들에 의해 출발되었다. 결국 불교 교단이 분열되는 계기를 만든 것이 이 진보파에 의한 새로운 계율 해석, 교의 또는 견해의 제안이며, 부파분열에 있어서 주역을 맡은 사람들이 대중부를 조직한 셈이다. 더욱이 혁신파 비구들의 분파행동에 공명하는 사람들이 많았던 것 같으며, 그 이름도 많은 사람들의 모임을 뜻하는 마하상기카(Mahāsāṃghika: 大衆部 · 대중부)라고 불리었다.

## 불교 전통 연표
| 연표: 불교 전통의 성립과 발전 (기원전 450년경부터 기원후 1300년경까지)                 |                         |          |                    |                          |                          |                          |                          |                          |               |               |               |
|                                                                                        |                         |          |                    |                          |                          |                          |                          |                          |               |               |               |
|                                                                                        | 450 BCE                 | 450 BCE  | 250 BCE            | 100 CE                   | 100 CE                   | 500 CE                   | 500 CE                   | 700 CE                   | 800 CE        | 800 CE        | 1200 CE       |
|                                                                                        |                         |          |                    |                          |                          |                          |                          |                          |               |               |               |
| 인도                                                                                   | 원시불교                |          |                    |                          |                          |                          |                          |                          |               |               |               |
| 인도                                                                                   | 원시불교                | 부파불교 | 부파불교           | 부파불교                 | 부파불교                 | 대승불교                 | 대승불교                 | 밀교·금강승              | 밀교·금강승   | 밀교·금강승   |               |
| 인도                                                                                   | 원시불교                | 부파불교 | 부파불교           | 부파불교                 | 부파불교                 |                          |                          |                          |               |               |               |
| 인도                                                                                   | 원시불교                |          |                    |                          |                          |                          |                          |                          |               |               |               |
| 인도                                                                                   | 원시불교                |          |                    |                          |                          |                          |                          |                          |               |               |               |
|                                                                                        |                         |          |                    |                          |                          |                          |                          |                          |               |               |               |
| 스리랑카 · 동남아시아                                                                  |                         |          | 상좌부 불교        | 상좌부 불교              |                          |                          |                          |                          |               |               |               |
| 스리랑카 · 동남아시아                                                                  |                         |          |                    |                          |                          |                          |                          |                          |               |               |               |
| 스리랑카 · 동남아시아                                                                  |                         |          |                    |                          |                          |                          |                          |                          |               |               |               |
|                                                                                        |                         |          |                    |                          |                          |                          |                          |                          |               |               |               |
| 중앙아시아                                                                             |                         |          | 그레코 불교        | 그레코 불교              | 그레코 불교              | 그레코 불교              |                          | 티베트 불교              | 티베트 불교   | 티베트 불교   | 티베트 불교   |
| 중앙아시아                                                                             |                         |          |                    |                          |                          |                          |                          | 티베트 불교              | 티베트 불교   | 티베트 불교   | 티베트 불교   |
| 중앙아시아                                                                             | 비단길을 통한 불교 전파 |          |                    |                          |                          |                          |                          | 티베트 불교              | 티베트 불교   | 티베트 불교   | 티베트 불교   |
|                                                                                        |                         |          |                    |                          |                          |                          |                          |                          |               |               |               |
| 동아시아 · 한·중·일                                                                    |                         |          |                    | 천태종 · 정토종 · 일련종 | 천태종 · 정토종 · 일련종 | 천태종 · 정토종 · 일련종 | 천태종 · 정토종 · 일련종 | 천태종 · 정토종 · 일련종 | 밀교 · 진언종 | 밀교 · 진언종 | 밀교 · 진언종 |
| 동아시아 · 한·중·일                                                                    |                         |          |                    | 천태종 · 정토종 · 일련종 | 천태종 · 정토종 · 일련종 | 천태종 · 정토종 · 일련종 | 천태종 · 정토종 · 일련종 | 천태종 · 정토종 · 일련종 |               |               |               |
|                                                                                        |                         |          |                    |                          |                          |                          |                          |                          |               |               |               |
|                                                                                        | 450 BCE                 | 450 BCE  | 250 BCE            | 100 CE                   | 100 CE                   | 500 CE                   | 500 CE                   | 700 CE                   | 800 CE        | 800 CE        | 1200 CE       |
| \| \| 범례: \| \| = 상좌부 불교 전통 \| \| = 대승불교 전통 \| \| = 밀교·금강승 전통 \| |                         |          |                    |                          |                          |                          |                          |                          |               |               |               |
|                                                                                        | 범례:                   |          | = 상좌부 불교 전통 |                          | = 대승불교 전통          |                          | = 밀교·금강승 전통       |                          |               |               |               |

## 사상
대중부 불교는 상좌부가 수행(修行)에 의해 아라한과(阿羅漢果)를 얻어 아라한이 되면 곧 부처가 얻은 아라한과의 깨달음을 얻었다는 견해를 취한 데 대하여, 부처를 초월적 인격으로 숭경(崇敬)하고 부처의 육신에는 보통 사람과는 다른 32상(相) 80종호(好)라는 상호(相好)가 갖추어져 있으며, 인간이 아무리 수행을 해서 아라한과(阿羅漢果)를 얻어도 현세에서는 도저히 부처와 동일하게 될 수 없다는 부처에 대한 한없는 존숭(尊崇)의 염(念)을 강조하고 있다.
또한 상좌부, 특히 설일체유부가 아공법유(我空法有)의 입장에서 개인아(個人我)는 없으나 법(法: 사물)의 본성은 과거 · 현재 · 미래의 3세(三世)에 걸쳐 항상 실재한다고 하는 "3세실유(三世實有: 삼세에 걸쳐 실체가 존재한다) · 법체항유(法體恒有: 법체는 항상 존재한다)"를 근본적인 입장으로 삼은 데 대하여, 대중부는 사물이 현재의 한 순간만은 진실한 존재이지만, 과거 · 미래의 2시(二時)에는 존재하지 않는다는 "현재유체(現在有體: 현재에 실체가 존재한다) · 과미무체(過未無體: 과거와 미래에는 실체가 없다)"를 근본적인 입장으로 하고 있다.
더욱이 대중부 불교는 미혹(迷惑)의 인생 즉 생사(生死)도, 미혹 없는 인생 즉 열반(涅槃)도 한 현상(現像: 假名 · 가명)에 불과하다고 하나, 중생(衆生)의 심성은 본래 청정(淸淨)한 것이지만 객진번뇌 때문에 뒤덮여 부정(不淨)한 일상심(日常心)이 되어 버린다는 등 매우 진보적인 자유사상을 포함하고 있으며, 후일 대승불교가 탄생할 기반을 형성하고 있었다.

## 같이 보기
- 부파불교

## 참고 문헌
- 이 문서에는 다음커뮤니케이션(현 카카오)에서 GFDL 또는 CC-SA 라이선스로 배포한 글로벌 세계대백과사전의 "종교·철학 > 세계의 종교 > 불 교 > 불교의 분파 > 인도불교의 부파와 학파 > 대중부불교" 항목을 기초로 작성된 글이 포함되어 있습니다.